# Inskrypcja Siloe

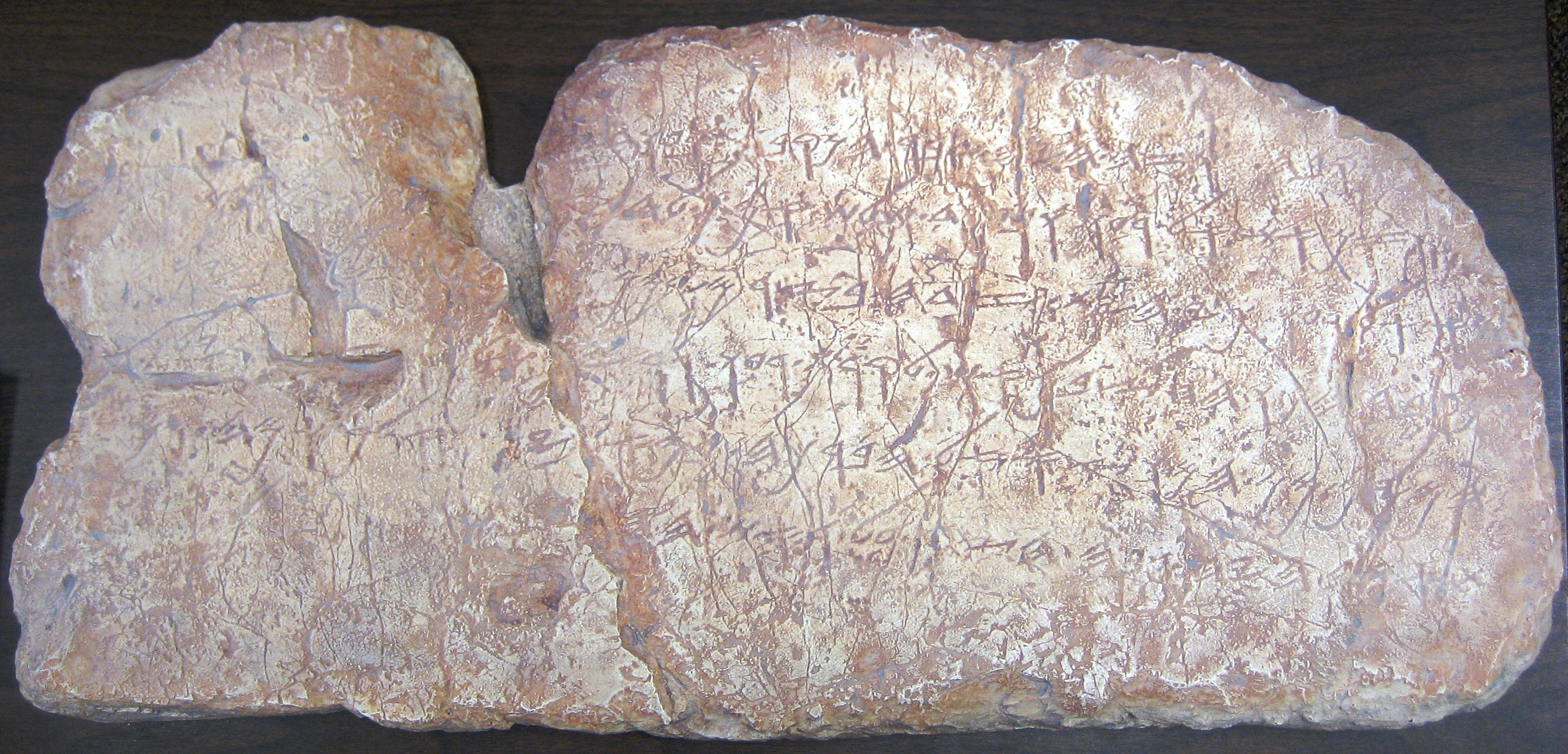
Inskrypcja Siloe

Inskrypcja Siloe – napis w języku hebrajskim, odkryty w 1880 roku na ścianie Tunelu Ezechiasza, doprowadzającego wodę ze źródła Gichon do sadzawki Siloe w Jerozolimie. Wiek inskrypcji datuje się na czasy panowania Ezechiasza w VIII wieku p.n.e.

## Treść
Inskrypcja została odczytana przez Archibalda Sayce'a. Tekst, napisany w języku hebrajskim, pismem paleohebrajskim, umieszczono w sześciu wierszach. Jego treść nawiązuje do radości robotników, kończących pracę nad tunelem wodnym. Podane zostały również parametry konstrukcji: 1200 kubitów długości i 100 kubitów pod gruntem (1 kubit to około 0,45 m, po przeliczeniu długość wynosiła około 540 m, głębokość około 45 m).

[Dokonane zostało] przebicie. I w następujący sposób dokonano przebicia: kiedy jeszcze [robotnicy uderzali] kilofami, kiedy jeden naprzeciw własnego kolegi (pracował) i kiedy jeszcze trzy łokcie pozostały do [przebicia], usłyszano głos jednego (robotnika), który wołał swojego kolegę, ponieważ była szczelina w skale z prawej strony na [lewą] stronę. I w dniu przebicia pracownicy pracowali – każdy jeden naprzeciw drugiego – kilof o kilof. I popłynęła woda od wyjścia w kierunku stawu w 1200 łokciach (długości) a sto łokci wynosiła wysokość skały ponad głowami robotników.

## Opis
Inskrypcja została odkryta w 1880 roku przez Jacoba Spafforda na ścianie tunelu, który król Ezechiasz kazał wybudować w trakcie przygotowań do powstania przeciwko Asyrii. System wodny miał zaopatrzyć miasto w wodę w razie oblężenia. Wycięta inskrypcja o wymiarach 1,32 m szerokości i 0,21 m wysokości datowana jest na około 701 rok p.n.e. Znajduje się w Muzeum Archeologicznym w Stambule.